# Léonard Tassin
Pour les articles homonymes, voir Tassin.
Léonard Tassin est un chirurgien militaire français né en 1620 à Vendeuvre-sur-Barse en Champagne et mort à Maastricht le 13 avril 1687.
Il fait ses études à Paris, pratique à la suite des armées notamment lors de la guerre de Hollande et devient chirurgien-major de l’Hôpital militaire de Maastricht.

## Publications
On lui doit un ouvrage d’anatomie pratique « estimé en son temps » et un opuscule de chirurgie :
- La chirurgie militaire ou l'art de guairir les playes d'arquebusade, Nimègue, Régnier Smetius, 1673 ;
- Les administrations anatomiques et la myologie, Paris, F. Chayer, 1676 - 226 pages.